# Talmud Torah de Kelmė
Le Talmud Torah de Kelmė (Kelm) est une yechiva célèbre de Lituanie, fondée en 1862, faisant partie du Mouvement du Moussar.

## Histoire
Le Talmud Torah de  Kelmė (Kelm) est fondé en 1862.